# آلبازینو
آلبازینو (به لاتین: Albazino) یک منطقهٔ مسکونی در روسیه است که در استان آمور واقع شده‌است.